# Pablo Taborda
Pablo Taborda (Buenos Aires, 3 settembre 1986) è un giocatore di calcio a 5 argentino.
Con la nazionale argentina è stato campione del mondo nel 2016 e campione sudamericano nel 2022.

## Carriera

### Club
Originario del barrio Villa Urquiza, inizia a giocare a calcio a 5 nel 17 de Agosto. Nel 2007 si trasferisce in Italia per vestire la maglia del Napoli Vesevo. Qui conquista immediatamente la promozione in Serie A e, la stagione successiva, arriva a sorpresa a giocare la finale di Coppa Italia. Dopo due stagioni in massima serie, nel 2010 torna in patria firmando un contratto annuale con il Kimberley Atlético Club. La stagione seguente è di nuovo in Italia, questa volta con il Cagliari in Serie A2: mancata per un solo punto la promozione diretta, la compagine sarda viene sconfitta nella finale dei play-off, rimanendo nella seconda serie. A fine stagione motivi familiari spingono il giocatore a tornare nuovamente in Argentina, questa volta nelle file del Boca Juniors. Nel dicembre 2012 firma un contratto triennale con la Luparense, ma problemi burocratici ne impediscono il tesseramento per la stagione 2012-13: il giocatore rimane quindi in prestito al Boca Juniors fino al successivo agosto quando finalmente approda alla corte di Fulvio Colini. Alla prima stagione in biancazzurro mette in bacheca scudetto e supercoppa, i primi della sua carriera, mentre all'autunno 2014 risale il suo esordio in Coppa UEFA. Nel 2015, diviene vice-capitano dei lupi, di conseguenza, visto il contemporaneo infortunio di Honorio, è lui ad indossare la fascia nella prima parte di stagione. Questa si rivelerà un'annata difficile per la compagine padovana, nella quale però Taborda spiccherà come uno dei protagonisti della rimonta iniziata a gennaio. Il 14 giugno 2017 ad Ancona si laurea per la seconda volta campione d'Italia, vincendo a dicembre la corrispondente supercoppa. Nell'estate 2018 si trasferisce all'Italservice a causa dell'inattività della società veneta.

### Nazionale
Dopo gli esordi con la nazionale argentina Under 20, le prime convocazioni in quella maggiore risalgono al 2008. In poco tempo diventa un punto fermo dell'albiceleste. Convocato dal commissario tecnico Larrañaga, il laterale prende parte alla Coppa del Mondo 2012 che l'Argentina conclude ai quarti di finale, eliminata dal Brasile in seguito campione. Quattro anni più tardi viene convocato da nuovo ct Giustozzi alla Coppa del Mondo 2016, questa volta vincendola e laureandosi campione del Mondo.

## Palmarès

### Club
- Campionato italiano: 5

Luparense: 2013-14, 2016-17
Italservice: 2018-19, 2020-21,  2021-22
- Coppa di Spagna: 1

Jaén: 2022-23
- Coppa Italia: 2

Italservice: 2020-21, 2021-22
- Supercoppa italiana: 4

Luparense: 2013, 2017
Italservice: 2019, 2021

### Nazionale
- Campionato mondiale: 1
Colombia 2016
- Coppa America: 1
Paraguay 2022